# 酸化アクチニウム(III)
酸化アクチニウム(III)（さんかアクチニウム(III)）は、放射性アクチニウムを含む珍しい化合物である。化学式は Ac2O3 で表される。酸化ランタン(III)と類似しており、アクチニウムの酸化数は+3である。